# 921 Йовіта
921 Йовіта (921 Jovita) — астероїд головного поясу, відкритий 4 вересня 1919 року.
Тіссеранів параметр щодо Юпітера — 3,113.